# Пјантамелон (Ровиго)
Пјантамелон је насеље у Италији у округу Ровиго, региону Венето.
Према процени из 2011. у насељу је живело 56 становника. Насеље се налази на надморској висини од -3 м.